# 荆溪县
荆溪县是清代江苏省常州府所辖的一个县。
雍正四年（1726年），由于宜兴县人口、赋税繁多，被分为宜兴、荆溪两县，两县同城而治，同属于常州府。民国元年（1912年），撤废荆溪县。